# Phagozytosenlehre

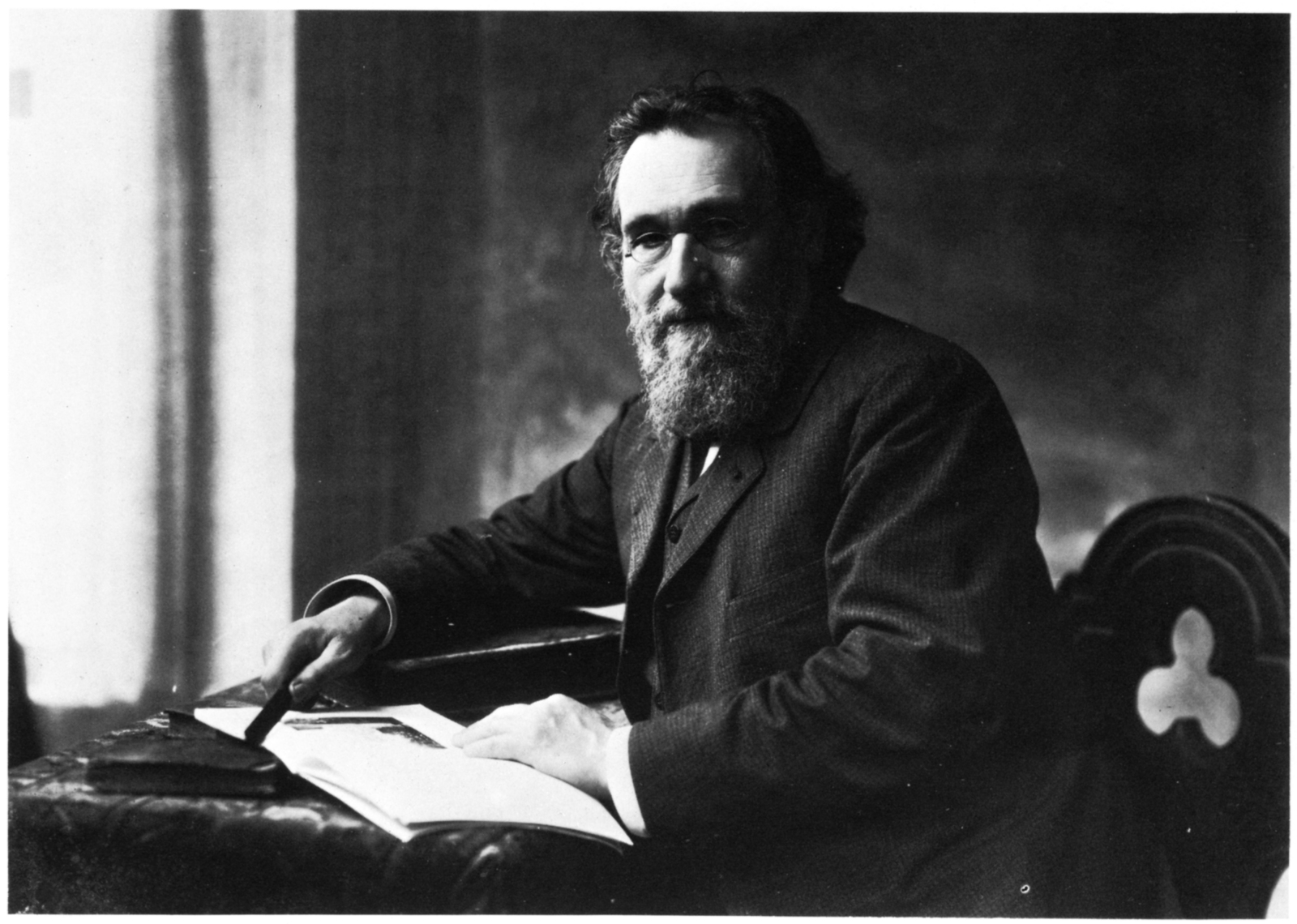
Metschnikoff, ein Unterstützer der Phagozytosenlehre

Die Phagozytosenlehre (auch Phagozytenlehre) besagt, dass Fresszellen (Phagozyten) bei der Bekämpfung von Infektionskrankheiten im Organismus eine zentrale Rolle spielen. Die Phagozytosenlehre wurde 1883 durch Ilja I. Metschnikow begründet.
Die beiden letzten Dezennien des 19. Jahrhunderts waren von den Auseinandersetzungen der Protagonisten der zellulären und der humoralen Immunität geprägt.
Der Zoologe Elias Metschnikoff (1845–1916) beobachtete, in Fortsetzung seiner Untersuchungen über intrazelluläre Verdauung bei Coelenteraten, dass sich in Echinodermen (Seesterne) eingebrachte, mit Karmin gefärbte Körperchen in Mesodermzellen ansammeln (1882, 1883).
Diese Beobachtung verknüpfte er mit der Frage, ob die beweglichen Zellen „auch den Organismus bei seinem Kampfe gegen schädliche Eindringlinge schützen“. In einem Versuch mit dem in einen Seestern gestochenen Rosendorn sammelten sich die beweglichen Zellen um den Dorn, und damit war, wie Metschnikoff schreibt, das Fundament für seine Phagozytosenlehre gelegt. Metschnikoff nahm an, dass die bakterielle Entzündung ein Heilungsvorgang des Körpers sei, ein Abwehrmechanismus, indem die Bakterien von den an den Infektionsort wandernden Zellen „aufgefressen“ werden. Virchow (1885) akzeptierte diese Theorie, die sich mit seinem Vorstellungen zur Zellularpathologie deckte. Einer der Vorläufer der Phagozytosenlehre war J. Muellendorf, der 1879, wie andere vor ihm, gesehen hatte, dass die Erreger des Rückfallfiebers (Borrelien) von weißen Blutkörperchen aufgenommen werden.
Die Versuche wurden in höheren Tieren fortgesetzt, und die Phagozytenlehre wurde von Louis Pasteur und John Lister unterstützt, von Robert Koch dagegen sehr zurückhaltend beurteilt. In einer Arbeit von 1887 unterschied Metschnikoff zwei Arten von Phagozyten, die Makrophagen und die Mikrophagen, den heutigen Begriffen von Makrophagen und der polymorphkernigen Granulozyten entsprechend.
Der Schule der Phagozytenlehre stand die, vor allem von deutscher Seite vertretene, Vorstellung von einer humoralen Immunität gegenüber.